# Snap Het
Snap Het is een spelprogramma voor jongeren op Nickelodeon waarin alles draait rond het raden wat er op foto's staat. 
Het eerste seizoen liep in mei en juni 2017. In september en oktober volgde er al een tweede seizoen. Inmiddels zijn er 50 afleveringen opgenomen. De presentatie is in handen van Stef Poelmans en Iris Hesseling. Wegens ziekte van Iris werden er 3 afleveringen gepresenteerd door Anouk Maas. 
In het tweede seizoen kwamen er verschillende Nickelodeon-sterren en BN'ers op bezoek, waaronder: Luca Hollestelle, Anouk Maas, Bart Boonstra, Julian Ras en Roeland Fernhout. 
Voor de Duitstalige markt werd er ook een remake gemaakt onder de naam 'Pixel Pokal' en uitgezonden in Duitsland, Oostenrijk en Zwitserland.